# La libreria del mistero
La libreria del mistero (Mystery Woman) è una serie di film per la televisione andati in onda in prima visione sul canale statunitense Hallmark Channel tra il 2003 e il 2007.

## Trama
Nel primo episodio la protagonista, Samantha Kinsey, eredita una libreria specializzata in letteratura gialla. La sua passione per questo genere la porta a voler risolvere alcuni misteri in cui si imbatterà, insieme a Ian Philby, un uomo che lavora per lei e condivide il suo interesse per l'investigazione.

## Personaggi e interpreti
- Samantha Kinsey, interpretata da Kellie Martin, doppiata da Valentina Mari.
 Un'avida appassionata di libri gialli che eredita una libreria nel primo episodio. La sua passione la porta ad essere una detective amatoriale e a risolvere alcuni crimini.
- Ian Philby, interpretato da J.E. Freeman (nel primo episodio), doppiato da Sergio Graziani, e da Clarence Williams III (dal secondo episodio in avanti), doppiato da Bruno Alessandro.
Lavora con Samantha alla libreria e ne rappresenta la figura paterna.
- Cassie Hillman, interpretata da Constance Zimmer (nel primo episodio) e da Nina Siemaszko (dal secondo episodio in avanti), doppiata da Barbara De Bortoli.
Assistente del Procuratore Distrettuale e amica di Samantha.
- Chief Connors, interpretato da Casey Sander.
Il capo della polizia che ogni volta arresta il colpevole sbagliato, per poi essere aiutato da Samantha nelle indagini.